# هيرويا سايكي
هيرويا سايكي (باليابانية: 末木 裕也) (مواليد 16 مايو 1997) هو لاعب كرة قدم ياباني.

## وصلات خارجية
- هيرويا سايكي على موقع رابطة كرة القدم اليابانية للمحترفين (اليابانية)
- هيرويا سايكي على موقع قاعدة بيانات كرة القدم.إي يو (الإنجليزية)
- هيرويا سايكي على موقع Soccerway.com (الإنجليزية)